# Port Elgin (New Brunswick)
Port Elgin ist ein Dorf (Village) im Westmorland County in der kanadischen Provinz New Brunswick mit 408 Einwohnern (Stand: 2016). 2011 betrug die Einwohnerzahl 418.

## Geografie
Port Elgin liegt an der Mündung des Gaspereaux  River in die Northumberlandstraße. Die Verbindungsstraßen New Brunswick Route 15 und New Brunswick Route 16 verlaufen durch den Ort. Moncton befindet sich in einer Entfernung von 50 Kilometern im Westen, Sackville ist rund 30 Kilometer in südwestlicher Richtung entfernt. Die Provinz Nova Scotia beginnt in einer Entfernung von 20 Kilometern im Süden.

## Geschichte

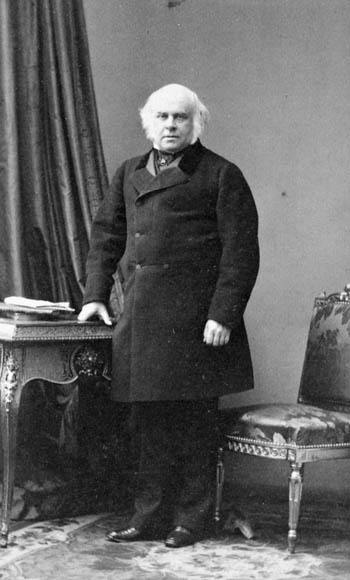
James Bruce, 8. Earl of Elgin

Die Gegend wurde schon vor hunderten von Jahren von den Mi'kmaqindianern bewohnt. Im Jahr 1690 ließen sich Akadier in der Gegend nieder und nannten den Ort wegen des üppigen grünen Schilfgrases an der Flussmündung des Gaspereaux River Baie Verte (grüne Bucht). 1751 errichteten französische Siedler dort das Fort Gaspareaux. 1755 übernahmen die Briten das Fort und nannten es zu Ehren des britischen Offiziers Robert Monckton nun Fort Monckton, gaben es nach kriegerischen Auseinandersetzungen mit Indianern und Akadiern jedoch schon ein Jahr später wieder auf. Mit der Ankunft von Siedlern aus Neuengland, Yorkshire, Irland und Schottland sowie Loyalisten und rückkehrenden Akadiern wurde bald darauf eine Siedlung mit dem Namen Gaspareaux Town gegründet. Hauptlebensgrundlage der Einwohner war die Holzwirtschaft sowie der Betrieb mehrerer kleiner Hafenanlagen und Schiffswerften. Auch der Bau von Straßen und Eisenbahnlinien wirkte sich positiv auf die Infrastruktur aus.
Der heutige Name Port Elgin wurde 1847 zu Ehren von James Bruce, 8. Earl of Elgin, dem Generalgouverneur von Kanada gewählt. 1922 erhielt der Ort den Status Village. Nachdem im Jahr 1997 in einer Entfernung von 20 Kilometern die Confederation Bridge nach Prince Edward Island als Verlängerung der New Brunswick Route 16 eröffnet worden war, wuchs der Durchgangsverkehr durch den Ort stark an.